# Hermann Jantzen
Hermann Jantzen (* 28. Mai 1866 in Hahnsau im Gebiet von Kuibytschew unweit der Wolga; † 13. November 1959 in Hilversum) war ein mennonitischer Missionar und Aktivist russlanddeutscher Herkunft in Russisch-Turkestan.

## Zentralasien
Jantzen wurde 1866 in Hahnsau im Gebiet von Kuibytschew unweit der Wolga geboren, wo sein Vater einen großen Bauernhof besaß. Als die Zarenregierung 1880 auch die Mennoniten zum Wehrdienst heranziehen wollte, beschloss die Familie auszuwandern und das Angebot des Gouverneurs von Turkestan, Konstantin Petrowitsch von Kaufmann, anzunehmen und sich in Turkestan niederzulassen. Am 3. Juli 1880 brach die Familie mit zahlreichen anderen Mennoniten auf und erreichte am 18. Oktober 1880 Kaplanbeg, wenige Wochen später von einer zweiten Gruppe von 22 Familien gefolgt. Der sprachbegabte Vierzehnjährige begann sofort, Usbekisch zu lernen.
Während ein Teil der Mennoniten nach Aulie Ata bzw. Dschambul weiterzog, um dort vier Dörfer zu gründen, führte das Schicksal die Familie Jantzen sowie weitere Mennoniten an den Hof des Emirs von Chiwa, der großes Interesse an den handwerklichen Fähigkeiten der Mennoniten zeigte. Die Gruppe ließ sich in Aq-Metschet nieder, etwa 6 km von der Hauptstadt des gleichnamigen Chanates von Chiwa entfernt. Das Chanat stand seit 1873 unter russischem Protektorat. Die deutsche Siedlung in Aq-Metschet bestand bis zum 15. April 1935, als die Einwohner nach Südturkmenien deportiert wurden.
Jantzens Ausbildung umfasste nicht nur die örtlichen Turksprachen, sondern auch den Koran sowie die Scharia und damit zumindest Grundkenntnisse des Arabischen.
1883 wurde Hermann Jantzen von Seyyit Muhammad Dschâsim Bahâdur unter dem Namen 'Yaman Aga' zum Hofdolmetscher bestallt. Doch blieb er nicht lange, sondern übersiedelte 1890 samt seiner Familie (er hatte inzwischen geheiratet und einen ersten Sohn bekommen, später kamen vier weitere Söhne und eine Tochter hinzu) nach Aulie Ata bzw. Dschambul (seit 1997: Taras, im heutigen Kasachstan). Dort bekam er aufgrund seiner vielfältigen Sprachkenntnisse eine Anstellung als Förster: ausschlaggebend war wohl der Umstand, dass er ohne Dolmetscher arbeiten konnte. 1885 stieg er, frisch examiniert, zum Oberförster auf. Seine Kenntnisse des Kasachischen und des Tadschikischen hatte am Hof von Chiwa erworben, Usbekisch ja bereits zuvor gelernt.
Jantzen gelang es, einen von einem Angehörigen des früheren Herrscherhauses angezettelten Aufstand rechtzeitig den Behörden zur Kenntnis zu bringen, fiel aber selber den Intrigen seines Vorgesetzten zum Opfer, sollte nach Sibirien verbannt werden, doch wurde sein Prozess wieder aufgenommen, er selbst rehabilitiert und vorübergehend in den Raum Taschkent versetzt. Sein Forstdistrikt befand sich im Hindukusch, hier hatte er vor allem mit Tadschiken zu tun.
1900 errichtete er die Försterei von Kojantogai bei Aulie Ata (Taras), nun wieder in kirgisischem Gebiet. Doch nach über 18 Jahren als Beamter beschloss Jantzen, den Staatsdienst aufzugeben und sich der Missionsarbeit zu widmen (von ihm 'Zeugendienst' genannt). Auch in dieser Rolle gelang es ihm, einen Aufstand der Kirgisen abzubrechen. Die Kirgisen sympathisierten im Ersten Weltkrieg mit den Deutschen und sahen nicht ein, warum sie die Reihen der gefallenen Russen auffüllen sollten. Von den Kirgisen wurde er übrigens 'Rahman Bey' genannt.
Mit der bolschewistischen Revolution wurde Jantzen zum stellvertretenden Kreiskommissar gewählt, stieß aber mit seiner Integrität schnell auf Intrigen, vor allem seitens der örtlichen GPU, die ihn fast das Leben kosten sollten. Schließlich, nach wiederholter Einkerkerung, gelang es ihm, der bereits beschlossenen Hinrichtung zu entkommen und samt seiner Familie auf abenteuerliche Weise nach Moskau zu fliehen. Von Leningrad aus brachte ihn ein Schiff nach Stettin.

## Tätigkeit in Europa
Damit endete das zentralasiatische Kapitel seines Lebens, doch hatte er später als Missionar in Bulgarien erneut Kontakt zu turksprachigen Bevölkerungen.
1928 verstarb seine Frau nach einjähriger Krankheit.
In der Folge ließ sich Jantzen in Holland nieder. 1931 beteiligte er sich in Hilversum an der Gründung eines Hilfskomitees für notleidende Christen in Russland; das Komitee musste seine Aktivität im Januar 1936 aufgrund einer sowjetischen Entscheidung einstellen.
Jantzen nahm vor dem Zweiten Weltkrieg an zahlreichen Konferenzen zum Thema Missionierung teil, schränkte aber diese europaweiten Reisen im Krieg ein. Inzwischen hatte er sich erneut verehelicht. 1944 musste er Arnheim verlassen, erlebte das Kriegsende in Friesland und kehrte anschließend nach Arnheim zurück.
Seine Autobiografie erschien posthum 1975 als Typoskript und 1988 als Buch.

## Interkulturelle Kommunikation als Arbeitsweise
Jantzen verfolgte das Prinzip der interkulturellen Kommunikation, lange bevor diese ein Begriff moderner Medien wurde. Es war für ihn selbstverständlich, mit den Einheimischen als Zielgruppe in ihren Sprachen zu kommunizieren, aber auch sich wie sie zu kleiden: "Zuerst müssen wir eben Vertrauen gewinnen, den Türken ein Türke werden," beschreibt Jantzen seine Vorgehensweise. Das beinhaltet auch die Nahrung, das Teilen ihrer Gefühle aber auch ihrer Leiden. Als Kenner des Korans argumentiert Jantzen auch aus dem Koran heraus, um dann zu Bibelversen überzugehen.

## Veröffentlichung
- Im wilden Turkestan – Ein Leben unter Moslems. Autobiographie. Brunnen-Verlag, Giessen/Basel 1988 ISBN 3-7655-3974-0